# Медаль Национальной жандармерии (Франция)

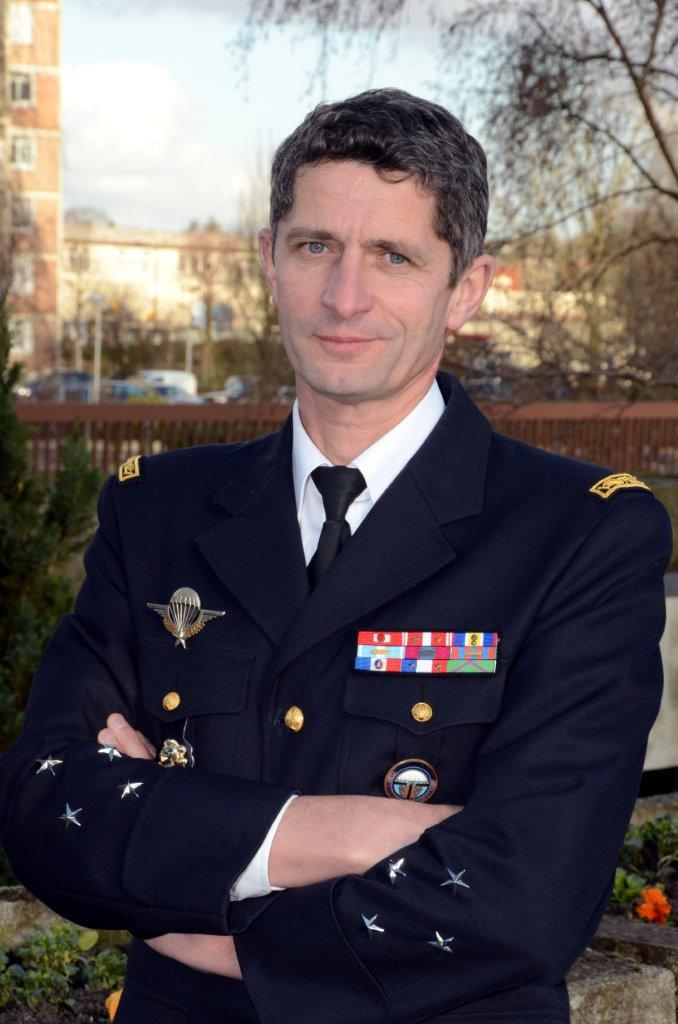
Генерал Дени Фавье, среди наград — планка медали Национальной жандармерии старого образца, с гранатой

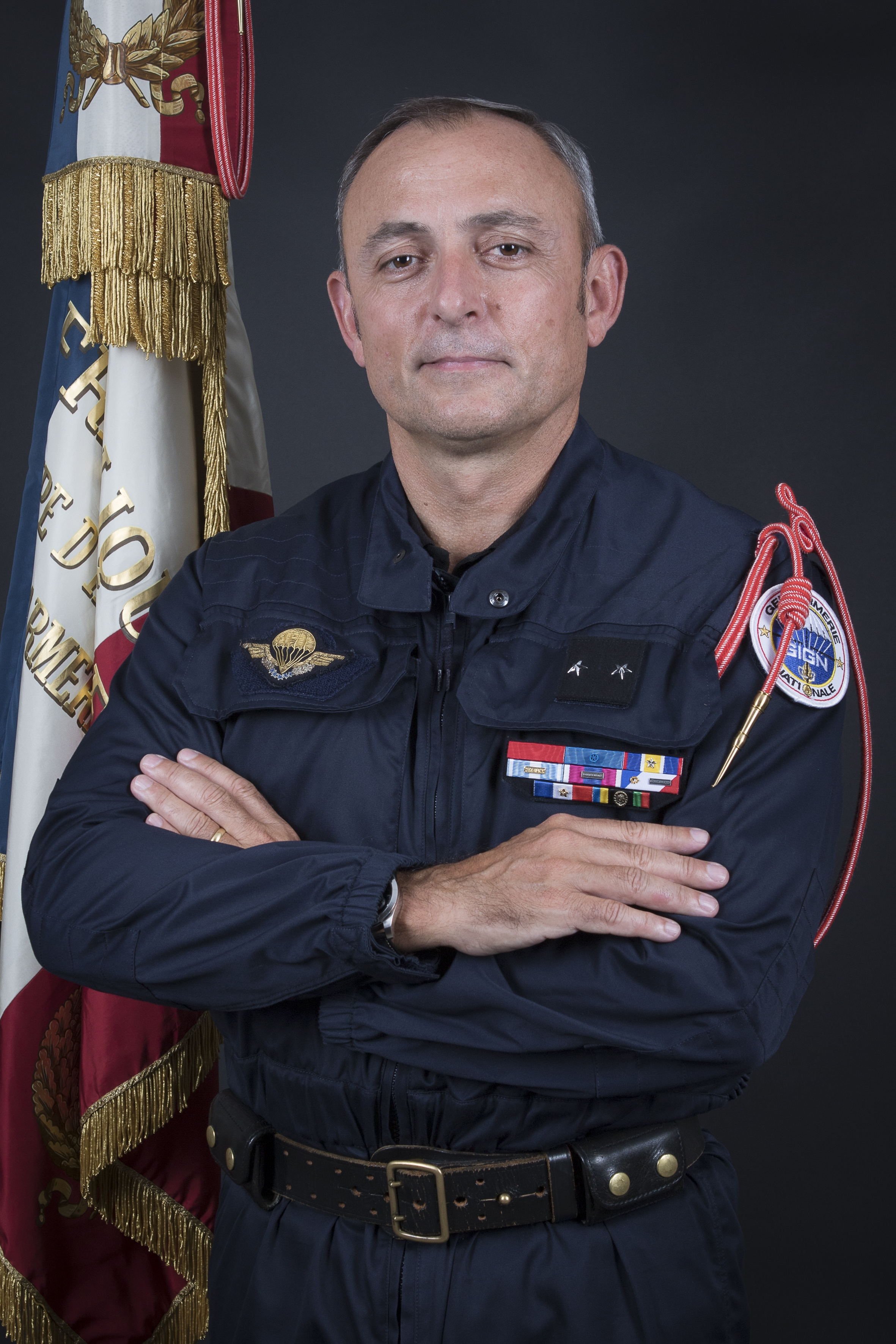
Генерал Юбер Бонно, медаль с серебряной звездой

Медаль Национальной жандармерии  — французская медаль, учреждённая 5 сентября 1949 года в качестве высшей награды для служащих Национальной жандармерии.

## История
Медаль Национальной жандармерии учреждена Указом № 49-1219 от 5 сентября 1949 года по инициативе тогдашнего Министра обороны Поля Рамадье. Ей награждались сотрудники жандармерии, которые были удостоены упоминания в приказе (в подобном случае к ленте медали крепилось миниатюрное изображение гранаты, по числу поощрений). Также она могла присуждаться и гражданским лицам.
Кроме того, все участники правоохранительных операций в Северной Африке в период с 1954 по 1956 год, кроме медали награждались Крестом Воинской доблести, обычно, по представлению штаба соответствующего армейского корпуса или армии.
Указом № 2004-733 от 26 июля 2004 года в статут медали были внесены изменения; теперь награждённые ей могли дополнительно рассчитывать и на получение Военного креста.
Всего с 1950-го по октябрь 2004 года было вручено 1839 медалей (с упоминанием в приказе): в 1950 — 1962 годах — 879 медалей, 51% из которых были посмертными, с 1963 по 1990 год 376 медалей, 38% - посмертно, после 1991 года - 502 новые медали, 9% - посмертно. Иными словами, посмертно была представлены к медали почти половина награждённых.

## Критерии награждения
Медаль предназначалась для поощрения сотрудников жандармерии, отличившихся как при исполнении служебных обязанностей, так и при поддержании правопорядка вне службы блестящими действиями, требующими особой степени мужества и самопожертвования. В соответствии с уровнем приказа с объявлением благодарности, к ленте крепится бронзовая, серебряная или красная звезда, либо бронзовая пальмовая ветвь. Упразднённые ныне миниатюрные бронзовые изображения гранат подлежат замене на позолоченные звёздочки.
В исключительных случаях она может вручаться (без упоминания в приказе) за выдающуюся деятельность, а также военнослужащим и гражданским лицам.
Кроме того, медаль может быть присуждена посмертно.

## Описание награды
- Медаль : круглая, из бронзы, диаметром 36 мм; на аверсе изображен шлем на фоне направленного остриём вверх меча, по кругу расположена надпись Gendarmerie nationale («Национальная жандармерия»). На реверсе рельефное изображение лаврового венка с надписью  в верхней части поля Courage, discipline («Мужество, дисциплина»). Вверху медали крепление в форме пылающей гранаты в обрамлении дубовых листьев.
- Лента : шёлковая, шириной 36 мм[1], синего цвета (цвет жандармерии). В середине 10-мм жёлтая вертикальная полоса (символизирует дореволюционную стражу Maréchaussée)[3], слева и справа от неё 2-мм белые полосы означающие разделение правоохранительных органов на две службы — полицию и Республиканскую гвардию[3], и наконец по краям ленты 2-мм красные полосы, символизирующие Республиканскую гвардию.

- Дополнительные знаки отличия и награды : До 2004 года к ленте крепились миниатюрные бронзовые гранаты диаметром 5 мм — по числу упоминаний в приказе по Жандармерии<. С 2004 года полагается крепить те же пальмовые ветви и звёздочки, что и для Креста Воинской доблести и Военного креста: бронзовая звезда для упоминания в приказе на уровне полка или бригады, серебряная звезда — дивизии, красная — армейского корпуса и бронзовая пальмовая ветвь — приказ по Национальной жандармерии. Кроме того, ранее награжденным медалями национальной жандармерии, следовало крепить к ней красные звездочки вместо гранат.

Также существуют неофициальные варианты медали — серебряные или позолоченные.

## Известные награждённые
- аджюдан-шеф Юбер Клеман (1 граната)
- аджюдан-шеф Тьерри Прюньо (1 граната)
- капитан Поль Барриль (3 гранаты)
- майор Кристиан Пруто (1 граната)
- полковник Арно Бельтрам (1 пальмовая ветвь)
- полковник Юбер Бонно (1 серебряная звезда)
- генерал Ришар Лизюре (1 пальмовая ветвь)
- генерал Тьерри Ороско (1 граната)
- генерал Дени Фавье (1 граната)
- генерал Жак Миньо (без дополнительных знаков)